# Nicky Polanco
Nicholas « Nicky » Polanco, né le 18 août 1980, est un joueur de crosse américain. Il joue actuellement comme défenseur aux Bayhawks de Chesapeake. Il est considéré comme l'un des meilleurs défenseurs de la Major League Lacrosse (MLL).